# Docetaxel
Docetaxel (DTX), được bán dưới tên thương hiệu là Taxotere, là một loại thuốc hóa trị liệu dùng để chữa trị một số loại ung thư. Các ung thư này có thể kể đến như ung thư vú, ung thư đầu và cổ, ung thư dạ dày, ung thư tuyến tiền liệt và ung thư phổi không phải tế bào nhỏ. Chúng có thể được sử dụng một mình hoặc sử dụng kết hợp cùng với các loại thuốc hóa trị liệu khác. Chúng được đưa vào cơ thể nhờ tiêm dần dần vào tĩnh mạch.
Các tác dụng phụ thường gặp bao gồm rụng tóc, số lượng tế bào máu thấp, tê, hụt hơi, nôn và đau cơ. Các tác dụng phụ nghiêm trọng khác có thể có như các phản ứng dị ứng và ung thư trong tương lai. Tác dụng phụ thường gặp hơn ở những người có vấn đề về gan. Sử dụng thuốc trong khi đang mang thai có thể gây hại cho em bé. Docetaxel nằm trong nhóm thuốc taxane. Chúng hoạt động bằng cách phá vỡ chức năng bình thường của vi ống và do đó ngăn chặn việc phân chia của tế bào.
Docetaxel đã được cấp bằng sáng chế vào năm 1986 và được chấp thuận cho sử dụng y tế vào năm 1995. Nó nằm trong danh sách các thuốc thiết yếu của Tổ chức Y tế Thế giới, tức là nhóm các loại thuốc hiệu quả và an toàn nhất cần thiết trong một hệ thống y tế. Docetaxel có sẵn dưới dạng thuốc gốc. Chi phí bán buôn ở các nước đang phát triển là khoảng 15,53 USD đến 87,37 USD / lọ 80 mg. Cùng lượng này ở Anh có chi phí NHS khoảng £ 454,53.